# Pempheris multiradiata
Pempheris multiradiata är en fiskart som beskrevs av Klunzinger, 1879. Pempheris multiradiata ingår i släktet Pempheris och familjen Pempheridae. Inga underarter finns listade i Catalogue of Life.